# Cámara Argentina de Productores de Fonogramas y Videogramas
Cámara Argentina de Productores de Fonogramas y Videogramas (CAPIF) är en argentinsk organisation, som är med i IFPI, och representerar den argentinska musikindustrin. Det är en ideell organisation. 

## Certifieringar
I januari 1980 utfärdade CAPIF sina första certifieringar för guld- och platina. Från starten fram till 31 december 2000, var kraven:
Singlar:
- Guld: 50 000
- Platina: 100 000

LP-skivor & kassetter (album):
- Guld: 30 000
- Platina: 60 000
- Diamant: 500 000

Samlingsalbum:
- Guld: 100,000
- Platina: 200,000

Kriterierna ändrades den 1 januari 2001.
- Guld: 20 000
- Platina: 40 000
- Diamant: 250 000

Samlingsalbum kan inte längre belönas. Inte heller singlar.
Andra format:
| Format              | Guld   | Platina |
| ------------------- | ------ | ------- |
| Digital nedladdning | 10 000 | 20 000  |
| Musik-DVD           | 4 000  | 8 000   |